# Basketball Bundesliga 2011-12
La Basketball Bundesliga 2011-12 fue la edición número 46 de la Basketball Bundesliga, la primera división del baloncesto profesional de Alemania. El campeón fue el Brose Baskets, que lograba su quinto título, mientras que descendieron a la ProA el Giessen 46ers y el BG Göttingen.

## Equipos
| Equipo                           | Ciudad       | Arena                  | Capacidad |
| -------------------------------- | ------------ | ---------------------- | --------- |
| Brose Baskets                    | Bamberg      | Stechert Arena         | 6,800     |
| Medi Bayreuth                    | Bayreuth     | Oberfrankenhalle       | 4,000     |
| Alba Berlin                      | Berlin       | O2 World Berlin        | 14,500    |
| Telekom Baskets Bonn             | Bonn         | Telekom Dome           | 6,000     |
| New Yorker Phantoms Braunschweig | Braunschweig | Volkswagen Halle       | 6,600     |
| Eisbären Bremerhaven             | Bremerhaven  | Bremerhaven Stadthalle | 4,050     |
| Fraport Skyliners                | Frankfurt    | Fraport Arena          | 5,002     |
| LTi Gießen 46ers                 | Gießen       | Sporthalle Gießen-Ost  | 4,003     |
| BG Göttingen                     | Göttingen    | Sparkassen-Arena       | 3,447     |
| Phoenix Hagen                    | Hagen        | Enervie Arena          | 3,402     |
| MHP Riesen Ludwigsburg           | Ludwigsburg  | Arena Ludwigsburg      | 5,300     |
| Bayern Munich                    | Munich       | Audi Dome              | 6,700     |
| EWE Baskets Oldenburg            | Oldenburg    | Große EWE Arena        | 6,069     |
| Artland Dragons                  | Quakenbrück  | Artland-Arena          | 3,000     |
| TBB Trier                        | Trier        | Arena Trier            | 5,900     |
| Walter Tigers Tübingen           | Tübingen     | Paul Horn-Arena        | 3,132     |
| ratiopharm ulm                   | Ulm          | Ratiopharm Arena       | 6,000     |
| s.Oliver Baskets                 | Würzburg     | s.Oliver Arena         | 3,140     |

## Resultados

### Temporada regular
|     | Equipo                    | J  | G  | P  | PF    | PC    | Pts | Clasificación     |
| --- | ------------------------- | -- | -- | -- | ----- | ----- | --- | ----------------- |
| 1.  | Brose Baskets Bamberg     | 34 | 30 | 4  | 3.033 | 2.387 | 60  | playoffs          |
| 2.  | ratiopharm Ulm            | 34 | 27 | 7  | 2.778 | 2.539 | 54  | playoffs          |
| 3.  | Alba Berlin               | 34 | 26 | 8  | 2.825 | 2.478 | 52  | playoffs          |
| 4.  | Artland Dragons           | 34 | 24 | 10 | 2.870 | 2.655 | 48  | playoffs          |
| 5.  | Bayern de Múnich          | 34 | 22 | 12 | 2.672 | 2.513 | 44  | playoffs          |
| 6.  | s.Oliver Baskets Würzburg | 34 | 20 | 14 | 2.431 | 2.295 | 40  | playoffs          |
| 7.  | NewYorker Phantoms        | 34 | 18 | 16 | 2.645 | 2.651 | 36  | playoffs          |
| 8.  | Telekom Baskets Bonn      | 34 | 18 | 16 | 2.730 | 2.618 | 36  | playoffs          |
| 9.  | Fraport Skyliners         | 34 | 17 | 17 | 2.347 | 2.337 | 34  |                   |
| 10. | EWE Baskets Oldenburg     | 34 | 16 | 18 | 2.736 | 2.755 | 32  |                   |
| 11. | Eisbären Bremerhaven      | 34 | 16 | 18 | 2.626 | 2.731 | 32  |                   |
| 12. | Walter Tigers Tübingen    | 34 | 15 | 19 | 2.628 | 2.719 | 30  |                   |
| 13. | BBC Bayreuth              | 34 | 12 | 22 | 2.57  | 2.643 | 24  |                   |
| 14. | TBB Trier                 | 34 | 11 | 23 | 2.297 | 2.509 | 22  |                   |
| 15. | Phoenix Hagen             | 34 | 11 | 23 | 2.689 | 3.016 | 22  |                   |
| 16. | EnBW Ludwigsburg          | 34 | 10 | 24 | 2.601 | 2.655 | 20  |                   |
| 17. | LTi Gießen 46ers          | 34 | 9  | 25 | 2.341 | 2.645 | 18  | Descienden a ProA |
| 18. | BG 74 Göttingen           | 34 | 4  | 30 | 2.327 | 2.787 | 8   | Descienden a ProA |

### Playoffs
|  | Cuartos de final | Cuartos de final         | Cuartos de final |                  |   | Semifinales    | Semifinales | Semifinales |  |   | Final         | Final | Final |  |
|  |                  |                          |                  |                  |   |                |             |             |  |   |               |       |       |  |
|  |                  |                          |                  |                  |   |                |             |             |  |   |               |       |       |  |
|  | 1                | Brose Baskets            | 3                |                  |   |                |             |             |  |   |               |       |       |  |
|  | 1                | Brose Baskets            | 3                |                  |   |                |             |             |  |   |               |       |       |  |
|  | 8                | Telekom Baskets Bonn     | 1                |                  |   |                |             |             |  |   |               |       |       |  |
|  | 8                | Telekom Baskets Bonn     | 1                |                  | 1 | Brose Baskets  | 3           |             |  |   |               |       |       |  |
|  |                  |                          |                  |                  | 1 | Brose Baskets  | 3           |             |  |   |               |       |       |  |
|  |                  |                          | 4                | Artland Dragons  | 0 |                |             |             |  |   |               |       |       |  |
|  | 4                | Artland Dragons          | 4                | Artland Dragons  | 0 | 3              |             |             |  |   |               |       |       |  |
|  | 4                | Artland Dragons          |                  |                  |   |                |             |             |  |   |               |       |       |  |
|  | 5                | Bayern Munich            | 2                |                  |   |                |             |             |  |   |               |       |       |  |
|  | 5                | Bayern Munich            | 2                |                  |   |                |             |             |  | 1 | Brose Baskets | 3     |       |  |
|  |                  |                          |                  |                  |   |                |             |             |  | 1 | Brose Baskets | 3     |       |  |
|  |                  |                          | 2                | Ratiopharm Ulm   | 0 |                |             |             |  |   |               |       |       |  |
|  | 2                | Ratiopharm Ulm           | 2                | Ratiopharm Ulm   | 0 | 3              |             |             |  |   |               |       |       |  |
|  | 2                | Ratiopharm Ulm           |                  |                  |   |                |             |             |  |   |               |       |       |  |
|  | 7                | NY Phantoms Braunschweig | 0                |                  |   |                |             |             |  |   |               |       |       |  |
|  | 7                | NY Phantoms Braunschweig | 0                |                  | 2 | Ratiopharm Ulm | 3           |             |  |   |               |       |       |  |
|  |                  |                          |                  |                  | 2 | Ratiopharm Ulm | 3           |             |  |   |               |       |       |  |
|  |                  |                          | 6                | s.Oliver Baskets | 0 |                |             |             |  |   |               |       |       |  |
|  | 3                | Alba Berlin              | 6                | s.Oliver Baskets | 0 | 1              |             |             |  |   |               |       |       |  |
|  | 3                | Alba Berlin              |                  |                  |   |                |             |             |  |   |               |       |       |  |
|  | 6                | s.Oliver Baskets         | 3                |                  |   |                |             |             |  |   |               |       |       |  |
|  | 6                | s.Oliver Baskets         | 3                |                  |   |                |             |             |  |   |               |       |       |  |
|  |                  |                          |                  |                  |   |                |             |             |  |   |               |       |       |  |

## Galardones
MVP de la temporada
- John Bryant, ratiopharm Ulm

MVP de las Finales
- P.J. Tucker, Brose Bamberg

Mejor jugador ofensivo
- DaShaun Wood, Alba Berlin

Mejor jugador defensivo
- Anton Gavel, Brose Baskets

Entrenador del Año
- Thorsten Leibenath, ratiopharm Ulm

Jugador más mejorado
- Maik Zirbes, TBB Trier

Mejores quintetos de la BBL
| - Mejor quinteto: - G DaShaun Wood, ALBA Berlin - G Isaiah Swann, Ratiopharm Ulm - F Casey Jacobsen, Brose Bamberg - F P.J. Tucker, Brose Bamberg - C John Bryant, Ratiopharm Ulm | - 2º mejor quinteto: - G Jared Jordan, Telekom Baskets Bonn - G Anton Gavel, Brose Bamberg - F Bryce Taylor, ALBA Berlin - F Chevon Troutman, Bayern Munich - C Tibor Pleiß, Brose Bamberg |